# San Pedro (Baja California Sur)
San Pedro es un pueblo de 568 habitantes en 2010, situado a 27 km al sur de la paz por la Carretera Federal 1 y al norte del cruce con la Carretera Federal 19, y a una altitud de 200 metros (656 ft.) sobre el nivel del mar, sobre la Sierra de la Laguna en el municipio de La Paz.   
Ambas carreteras, conducen a Cabo San Lucas. La Carretera Federal 1 baja por el lado del Golfo de California hasta San José del Cabo. La Carretera 19 pasa por Todos Santos y luego baja por la costa del Océano Pacífico. 
Está cerca del centro de la Península de Baja California, igualmente distante del Océano Pacífico y del Golfo de California.